# 克羅塞斯 (阿肯色州)
克羅塞斯（英語：Crosses）是位於美國阿肯色州麥迪遜縣的一個非建制地區。該地的面積和人口皆未知。

## 地理
克羅塞斯的座標為35°52′57″N 93°54′41″W / 35.88250°N 93.91139°W，而該地的平均海拔高度為414米（即1358英尺）。